# منتخب اليونان تحت 17 سنة لكرة القدم
منتخب اليونان تحت 17 سنة لكرة القدم (باليونانية: Εθνική Παίδων Ελλάδας)‏ هو ممثل اليونان الرسمي في المنافسات الدولية في كرة القدم في فئة كرة قدم تحت 17 سنة للرجال، يديريه الاتحاد الإغريقي لكرة القدم.